# Sefenspitze
Sefenspitze är en bergstopp i Österrike.   Den ligger i distriktet Reutte och förbundslandet Tyrolen, i den västra delen av landet, 400 km väster om huvudstaden Wien. Toppen på Sefenspitze är 1 948 meter över havet, eller 140 meter över den omgivande terrängen. Bredden vid basen är 1,8 km. Sefenspitze ingår i Tannheimer Gebirge.
Terrängen runt Sefenspitze är kuperad åt nordväst, men åt sydost är den bergig. Runt Sefenspitze är det ganska glesbefolkat, med 26 invånare per kvadratkilometer.. Närmaste större samhälle är Reutte, 10,2 km öster om Sefenspitze. 
I omgivningarna runt Sefenspitze växer i huvudsak blandskog.